# Антипаётаяха
Антипаётаяха — река в России, протекает на севере Западной Сибири, по территории Тазовского района Ямало-Ненецкого АО. Длина реки — 242 км, площадь водосборного бассейна — 6640 км². Средний многолетний годовой расход воды около 50 м³/с, объём годового стока реки 1,6 км³. Течет с востока на запад и впадает в Тазовскую губу Карского моря у села Антипаюта. Замерзает в октябре, вскрывается в конце июня. Питание снеговое и дождевое.
Основные притоки — Тынгэвапаетаяха (справа) и Салпадаяха (слева).
Код водного объекта 15050000212115300074148.